# Здание торговой фирмы «Киракозов—Оганов» на улице Джанаева
Здание торговой фирмы «Киракозов — Оганов» — памятник архитектуры и градостроительства во Владикавказе, Северная Осетия. Объект культурного наследия России регионального значения. Находится в историческом центре города на углу улицы Джанаева, дом 20 и улицы Вахтангова, дом 11.
Двухэтажное кирпичное здание в стиле модерн построено в начале XX века на Грозненской улице по проекту городского архитектора Евгения Дескубеса. Заказчиком здания была торговая фирма «Киракозов — Оганов». Здание использовалось под складские помещения. Два этажа здания выходили на Грозненскую улицу. На Лебедевском переулке находилась одноэтажная часть здания. Первый этаж полностью занимали складские помещения. В мансардном помещении располагалась контора фирмы.
На Александровском проспекте находилось ещё одно здание этой же фирмы, предназначенное для торговли мануфактурой.
С 1908 по 1920 года в одноэтажной части по Лебединскому переулку проживал активный борец за установление советской власти на Кавказе Веген Вартанович Будагов (Вартан Вартанович Оганесянц). В советское время в здании размещалась типография СКОПС. В настоящее время здесь находится Министерство культуры Республики Северная Осетия — Алания, Союз писателей Северной Осетии. До 2019 года на первом этаже размещался один из самых больших книжных магазинов Владикавказа.